# Seul contre tous (film, 1931)
Pour les articles homonymes, voir Seul contre tous.
Pour plus de détails, voir Fiche technique et Distribution.
Seul contre tous (Two Fisted Justice) est un film américain réalisé par George Arthur Durlam, sorti en 1931.

## Synopsis
Après le déclenchement de la Guerre de Sécession, Kentucky Carson sauve un petit garçon nommé Danny des Indiens qui ont tué ses parents. Il le confie ensuite aux bons soins de Cameron et de sa fille Nancy. Après que des bandits ont volé une diligence amenant l'or destinée à payer les éleveurs, Joe, le propriétaire de la banque, veut demander l'aide de Washington pour capturer. Après sa mort, les Poncho Riders, un groupe autoproclamé qui porte des ponchos mexicains, secrètement dirigé par Carson, capturent Red, le probable assassin de Joe. Le chef de poste Cameron, qui a adopté officieusement Danny et son chien Sagebrush, est impliqué dans les vols de diligences avec Slavin, mais au fond c'est un homme honnête. Lorsqu'il dit à Slavin qu'il fait marche arrière, Slavin tente de le faire tuer, mais Cameron tue son assaillant à la place. Slavin tente alors de forcer Danny, témoin du meurtre, à raconter ce qui s'est passé, mais Danny refuse. Cameron avoue néanmoins et il incrimine Slavin dans les vols. Les Poncho Riders convainquent Huston de se joindre à eux après lui avoir montré un ordre d'Abraham Lincoln. Ils sauvent Cameron de la pendaison et capturent Slavin, qui se tue ensuite. Carson s'abstient d'arrêter Cameron parce qu'il croit en sa bonté.

## Fiche technique
- Titre original : Two Fisted Justice
- Titre français : Seul contre tous
- Réalisation : George Arthur Durlam
- Scénario : George Arthur Durlam
- Photographie : Guy Wilkie ou Archie Stout (selon les sources)
- Montage : J. Logan Pearson, Leonard Wheeler
- Production : Trem Carr
- Société de production : Trem Carr Pictures
- Société de distribution : Monogram Pictures
- Pays d'origine :  États-Unis
- Langue originale : anglais
- Format : Noir et blanc  — 35 mm — 1,20:1 — son mono
- Genre : Western
- Durée : 63 minutes
- Dates de sortie : 
  - États-Unis : 20 octobre 1931
  - France : 25 novembre 1932

## Distribution
- Tom Tyler : Kentucky Carson
- Barbara Weeks : Nancy Cameron
- Bobby Nelson : Danny
- William Walling : Nick Slavin
- John Elliott : Cameron
- Gordon De Main : Huston